# 4804 Pasteur
4804 Pasteur este un asteroid din centura principală, descoperit pe 2 decembrie 1989 de Eric Elst.